# Hermann Thümmler
Hermann Thümmler († 12. Januar 1940 in Chemnitz) war ein deutscher Verlagsbuchhändler.
Nach Lehr- und Wanderjahren als Buchhändler kam Thümmler 1905 nach Chemnitz, wo er die Invalidendank-Buchhandlung übernahm, die er zu einem großen Unternehmen ausbaute. Er war Mitglied des Erzgebirgsvereins und förderte die Herausgabe erzgebirgischen Schrifttums. In den 1920er-Jahren war er zum Verkauf seines Verlages gezwungen. Sein Sohn war der spätere SS-Obersturmbannführer Johannes Thümmler.